# Ricard Roig Riera
Ricard Roig Riera   (Barcelona, 1929 - 2007) fou un regatista, directiu i constructor d'embarcacions català, que fou també president de la Federació Catalana de Vela.
Membre del Reial Club Marítim de Barcelona, navegà principalment en una embarcació classe Vaurien, de la qual fou el primer constructor a Espanya. Guanyà diversos Campionats de Catalunya (1963, 1964, 1966, 1967, 1968) i d'Espanya (1964, 1965) i algunes regates internacionals. En l'àmbit directiu va presidir la Federació Catalana de Vela entre 1966 i 1969, i durant el seu mandat es van consolidar els nous clubs de platja que es van anar creant durant aquesta dècada al llarg de la costa catalana, especialment al Maresme i al sud de Catalunya, com els de Sant Pol de Mar, el Masnou, Vilassar de Mar, Sitges, Coma-ruga, Torredembarra, etc. També es van introduir noves fórmules de vela lleugera, com els 420, que competien amb les Vaurien i les fórmules internacionals, i es van consolidar l'Optimist, classe destinada a la iniciació.